# 珍妮·梅尔斯
珍妮·梅爾斯（英語：Jenny Mairs，1995年8月31日—），本名珍妮·穆爾（英語：Jenny Moore），英格蘭女子羽毛球運動員。

## 簡歷
2014年9月，珍妮·穆尔出戰波蘭羽毛球國際賽，與维多利亚·威廉斯合作贏得女子雙打亞軍。
2015年5月，珍妮·穆尔出戰西班牙羽毛球國際賽，與格雷戈里·梅尔斯合作贏得混合雙打亞軍。
2017年8月， 珍妮·穆尔參加苏格兰格拉斯哥舉行的世界羽毛球錦標賽，她和格雷戈里·梅尔斯出戰混合双打項目。首圈以1比2 （10-21、21-16、15-21）不敌德国的马克·拉姆斯富斯/伊莎贝尔·赫特里克，48强止步。

## 個人生活
珍妮與混雙搭檔格雷戈里·梅尔斯於2023年7月27日結婚。

## 主要比賽成績
只列出曾進入準決賽的國際賽事成績：
| 年份   | 賽事                     | 公開賽級別 | 項目     | 拍檔            | 成績   |
| ------ | ------------------------ | ---------- | -------- | --------------- | ------ |
| 2013年 | 波蘭羽毛球國際賽         | 國際系列賽 | 女子雙打 | 维多利亚·威廉斯 | 準決賽 |
| 2014年 | 葡萄牙羽毛球國際賽       | 國際系列賽 | 女子雙打 | 维多利亚·威廉斯 | 準決賽 |
| 2014年 | 斯洛文尼亞羽毛球國際賽   | 國際系列賽 | 混合雙打 | 格雷戈里·梅尔斯 | 準決賽 |
| 2014年 | 波蘭羽毛球國際賽         | 國際系列賽 | 女子雙打 | 维多利亚·威廉斯 | 亞軍   |
| 2014年 | 威爾斯羽毛球國際賽       | 國際挑戰賽 | 女子雙打 | 维多利亚·威廉斯 | 準決賽 |
| 2014年 | 威爾斯羽毛球國際賽       | 國際挑戰賽 | 混合雙打 | 格雷戈里·梅尔斯 | 準決賽 |
| 2015年 | 西班牙羽毛球國際賽       | 國際挑戰賽 | 混合雙打 | 格雷戈里·梅尔斯 | 亞軍   |
| 2015年 | 波蘭羽毛球國際賽         | 國際系列賽 | 女子雙打 | 维多利亚·威廉斯 | 準決賽 |
| 2015年 | 波蘭羽毛球國際賽         | 國際系列賽 | 混合雙打 | 格雷戈里·梅尔斯 | 準決賽 |
| 2015年 | 威爾斯羽毛球國際賽       | 國際挑戰賽 | 混合雙打 | 格雷戈里·梅尔斯 | 準決賽 |
| 2016年 | 荷蘭羽毛球國際賽         | 國際系列賽 | 女子雙打 | 维多利亚·威廉斯 | 準決賽 |
| 2016年 | 西班牙羽毛球國際賽       | 國際挑戰賽 | 混合雙打 | 格雷戈里·梅尔斯 | 準決賽 |
| 2016年 | 波蘭羽毛球國際賽         | 國際系列賽 | 女子雙打 | 維多利亞·威廉斯 | 準決賽 |
| 2016年 | 匈牙利羽毛球國際賽       | 國際系列賽 | 女子雙打 | 維多利亞·威廉斯 | 準決賽 |
| 2016年 | 匈牙利羽毛球國際賽       | 國際系列賽 | 混合雙打 | 格雷戈里·梅尔斯 | 準決賽 |
| 2017年 | 奧地利羽毛球公開賽       | 國際挑戰賽 | 混合雙打 | 格雷戈里·梅尔斯 | 準決賽 |
| 2017年 | 斯洛文尼亞羽毛球國際賽   | 國際系列賽 | 女子雙打 | 维多利亚·威廉斯 | 亞軍   |
| 2017年 | 斯洛文尼亞羽毛球國際賽   | 國際系列賽 | 混合雙打 | 格雷戈里·梅尔斯 | 亞軍   |
| 2017年 | 波蘭羽毛球國際賽         | 國際系列賽 | 女子雙打 | 维多利亚·威廉斯 | 冠軍   |
| 2017年 | 波蘭羽毛球國際賽         | 國際系列賽 | 混合雙打 | 大卫·金         | 準決賽 |
| 2017年 | 挪威羽毛球國際賽         | 國際系列賽 | 混合雙打 | 格雷戈里·梅尔斯 | 冠軍   |
| 2017年 | 愛爾蘭羽毛球公開賽       | 國際系列賽 | 女子雙打 | 维多利亚·威廉斯 | 亞軍   |
| 2017年 | 愛爾蘭羽毛球公開賽       | 國際系列賽 | 混合雙打 | 格雷戈里·梅尔斯 | 冠軍   |
| 2018年 | 愛沙尼亞羽毛球國際賽     | 國際系列賽 | 女子雙打 | 杰西卡·霍普顿   | 亞軍   |
| 2018年 | 愛沙尼亞羽毛球國際賽     | 國際系列賽 | 混合雙打 | 格雷戈里·梅尔斯 | 亞軍   |
| 2018年 | 奧地利羽毛球公開賽       | 國際挑戰賽 | 混合雙打 | 格雷戈里·梅尔斯 | 準決賽 |
| 2018年 | 斯洛文尼亞羽毛球國際賽   | 國際系列賽 | 女子雙打 | 杰西卡·霍普顿   | 準決賽 |
| 2018年 | 斯洛文尼亞羽毛球國際賽   | 國際系列賽 | 混合雙打 | 格雷戈里·梅尔斯 | 冠軍   |
| 2018年 | 蘇格蘭羽毛球公開賽       | 超級100賽  | 混合雙打 | 汤姆·沃尔芬登   | 準決賽 |
| 2019年 | 斯洛文尼亞羽毛球國際賽   | 國際系列賽 | 女子雙打 | 維多利亞·威廉斯 | 冠軍   |
| 2019年 | 白俄羅斯羽毛球國際賽     | 國際系列賽 | 女子雙打 | 维多利亚·威廉斯 | 亞軍   |
| 2019年 | 白俄羅斯羽毛球國際賽     | 國際系列賽 | 混合雙打 | 卡勒姆·亨明     | 準決賽 |
| 2019年 | 哈爾科夫羽毛球國際賽     | 國際挑戰賽 | 女子雙打 | 维多利亚·威廉斯 | 準決賽 |
| 2021年 | 比利時羽毛球國際賽       | 國際挑戰賽 | 女子雙打 | 维多利亚·威廉斯 | 準決賽 |
| 2021年 | 愛爾蘭羽毛球公開賽       | 國際挑戰賽 | 混合雙打 | 格雷戈里·梅尔斯 | 準決賽 |
| 2021年 | 威爾斯羽毛球國際賽       | 國際挑戰賽 | 混合雙打 | 格雷戈里·梅尔斯 | 準決賽 |
| 2022年 | 比利時羽毛球國際賽       | 國際挑戰賽 | 混合雙打 | 格雷戈里·梅尔斯 | 準決賽 |
| 2022年 | 荷蘭羽毛球公開賽         | 國際挑戰賽 | 混合雙打 | 格雷戈里·梅尔斯 | 準決賽 |
| 2022年 | 愛爾蘭羽毛球公開賽       | 國際挑戰賽 | 混合雙打 | 格雷戈里·梅尔斯 | 冠軍   |
| 2022年 | 巴林羽毛球國際系列賽     | 國際系列賽 | 混合雙打 | 格雷戈里·梅尔斯 | 冠軍   |
| 2023年 | 歐洲羽毛球混合團體錦標賽 | 其他       | 混合團體 | －              | 季軍   |
| 2023年 | 西班牙馬德里羽球大師賽   | 超級300賽  | 混合雙打 | 格雷戈里·梅尔斯 | 準決賽 |
| 2023年 | 愛爾蘭羽毛球公開賽       | 國際挑戰賽 | 混合雙打 | 格雷戈里·梅尔斯 | 亞軍   |
| 2023年 | 巴林羽毛球國際挑戰賽     | 國際挑戰賽 | 混合雙打 | 格雷戈里·梅尔斯 | 亞軍   |
| 2023年 | 威爾斯羽毛球國際賽       | 國際挑戰賽 | 混合雙打 | 格雷戈里·梅尔斯 | 亞軍   |

| 2007-2017年 | 首要超級賽 | 超級賽 | 黃金大獎賽 | 大獎賽 | 國際挑戰賽 | 國際系列賽 | 未來系列賽 | 其他 |

| 2018-2026年 | 總決賽 | 超級1000賽 | 超級750賽 | 超級500賽 | 超級300賽 | 超級100賽 | 國際挑戰賽 | 國際系列賽 | 未來系列賽 | 其他 |

### 奧運會和世錦賽參賽紀錄
|          | 搭檔            | 2017 | 2022 | 2023 |
| -------- | --------------- | ---- | ---- | ---- |
| 女子雙打 | 维多利亚·威廉斯 | 64強 | －   | －   |
|          |                 |      |      |      |
| 混合雙打 | 格雷戈里·梅尔斯 | 64強 | 32強 | 32強 |